# Troleibuzele din Baia Mare
Sistemul de troleibuz al S.C. URBIS S.A. are o lungime de 13,10 km, parcul de troleibuze era de 18 bucăți la sfârșitul anului 2014, împărțite în trei tipuri: Solaris Trollino 12, Saurer GT560/640-25 și Volvo B10MA-55 care circulau pe 2 trasee, asigurând transportul public electric din Baia Mare.

## Istoric
În anul 1996 a fost pusă în funcțiune prima linie de troleibuz din Baia Mare, parcul auto fiind format din 10 troleibuze de fabricație românească: șase troleibuze solo de tipul Rocar 212E și patru troleibuze articulate de tipul Rocar 217E. Linia de troleibuz avea o lungime de 5,5 km cale dublă pe traseul URBIS – Str. Vasile. Lucaciu – Str. Electrolizei – Str. Luminișului – Piața Revoluției – Bld. București – Bld. Republicii – Bld. Traian – Gara CFR și retur.
În anul 2007, s-au finalizat lucrările la rețeaua dintre Gara CFR și Hypermarketul Real (din 2014 Auchan), înspre Cluj-Napoca. Această investiție în extinderea rețelei de troleibuz până în acea zonă a orașului a dat naștere liniei 51 URBIS – Piața Izvoare – Piața Revoluției – Gara CFR – Auchan, rețeaua ajungând la o lungime de 8,1 km cale dublă. În același an, din cauza gradului ridicat de uzură al troleibuzelor Rocar aflate în exploatare, au fost achiziționate 6 troleibuze second-hand Saurer GT 560/640-25 din Winterthur, Elveția.
În anul 2009 au fost achiziționate 5 troleibuze second-hand Volvo B10MA-55, iar în martie 2014 au fost achiziționate 8 troleibuze noi Solaris Trollino 12.
La data de 23 august 2014 a fost finalizata extinderea rețelei de troleibuz în Cartierul Vasile Alecsandri, rețeaua ajungând la o lungime totală de 13,1 km cale dublă. Extinderea rețelei din Cartierul Vasile Alecsandri a costat 4 milioane de euro și a fost finanțată prin Fondul European de Coeziune în cadrul Programului Operațional Regional (POR 2007-2013), lucrarea constând în construcția, pe Bulevardul Republicii, Bulevardul Unirii, Strada Grănicerilor și Strada Mihai Eminescu, a 5,1 km de cale dublă și construcția unei stații de redresare situată pe Bulevardul Unirii la intersecția cu Strada Grănicerilor.
Extinderea rețelei a dus la modificări ale traseelor, linia de autobuz 34 a fost desființată, linia 51 URBIS – Auchan s-a transformat în linia 50 pe traseul URBIS – Piața Izvoare – Piața Revoluției – Gara CFR și a apărut linia 54 pe traseul Auchan – Gara CFR – Bld. Republicii – Cartier Vasile Alecsandri – Str. Mihai Eminescu – Piața Izvoare.

## Linii
În 2023, existau în Baia Mare 2 de trasee de troleibuz numerotate după cum urmează:
- 50. URBIS – Piața Izvoare – Piața Revoluției – Gara CFR
- 54. Auchan – Gara CFR – Bld. Republicii – Cartier Vasile Alecsandri – Str. Mihai Eminescu – Piața Izvoare

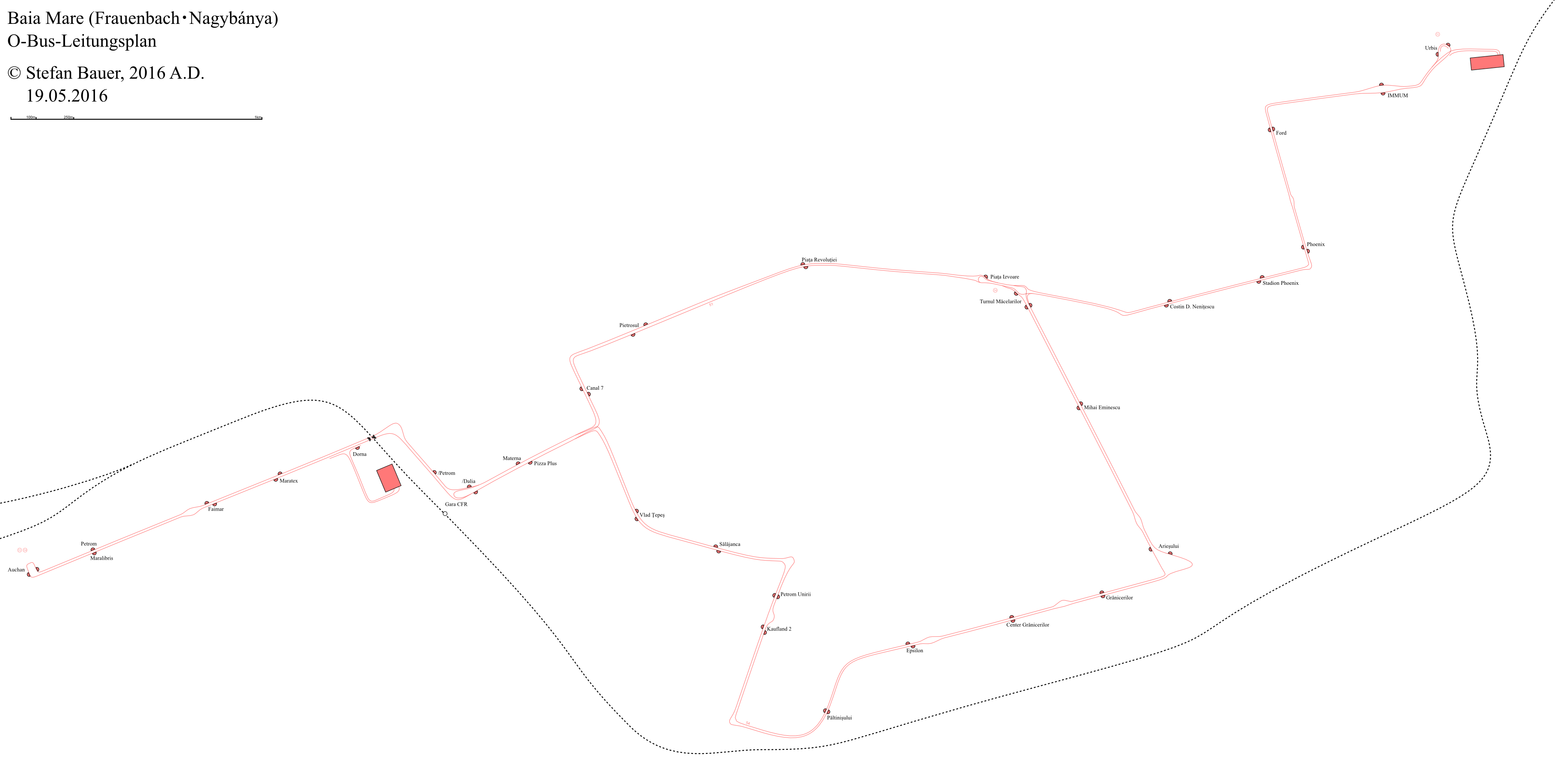
Harta rețelei de troleibuz din Baia Mare.
Harta rețelei de troleibuze S.C. URBIS S.A. în Baia Mare.

## Statistică linii
Capetele de linie sunt evidențiate cu caractere îngroșate.
| Linia | Traseu | Traseu       | Nr. stații | Lungime | Lungime | Lungime | Durată                                                                                         | Orar                                                                 | Orar                              | Orar     | Cuplaj   | Cuplaj                                                             | Observații                             | Hartă traseu |
| Linia | Stații tur | Stații retur | Nr. stații | Tur     | Retur   | Total   | Durată                                                                                         | Zile lucrătoare                                                      | Sâmbătă                           | Duminică | Cu linia | La ora                                                             | Observații                             | Hartă traseu |
| --- | --- | ------------ | ---------- | ------- | ------- | ------- | ---------------------------------------------------------------------------------------------- | -------------------------------------------------------------------- | --------------------------------- | -------- | -------- | ------------------------------------------------------------------ | -------------------------------------- | ------------ |
| | |              |            |         |         |         |                                                                                                |                                                                      |                                   |          |          |                                                                    |                                        |              |
| 50 | |              |            |         |         |         |                                                                                                |                                                                      |                                   |          |          |                                                                    |                                        |              |
| URBIS – IMMUM – Ford – Phoenix – Stadion Phoenix – C.D. Nenițescu – Piața Izvoare – Piața Revoluției – Pietrosul – Canal 7 – Materna – Dalia – Gara CFR | Gara CFR – Pizza Plus – Canal 7 – Pietrosul – Piața Revoluției – Turnul Măcelarilor – C.D. Nenițescu – Stadion Phoenix – Phoenix – Ford – IMMUM – URBIS | 25           | 5,7km      | 5,7km   | 11,4km  | 50min   | 4:45 – 18:00 din 12 min în 12 min 18:00 – 22:20 din 20 min în 20 min                           | 5:00 – 15:00 din 20 min în 20 min 15:00 – 22:10 din 30 min în 30 min | 5:00 – 22:00 din 30 min în 30 min | –        | –        | Traseu parțial comun cu liniile 1, 3/11, 4, 5, 7, 8, 9, 18, 40, 54 | Apăsați pentru a afișa imaginea mărită |              |
| | |              |            |         |         |         |                                                                                                |                                                                      |                                   |          |          |                                                                    |                                        |              |
| 54 | |              |            |         |         |         |                                                                                                |                                                                      |                                   |          |          |                                                                    |                                        |              |
| Auchan – Maralibris – Carrefour – Dorna – Gara CFR – Pizza Plus – Vlad Țepeș – Sălăjanca – Petrom Unirii – Kaufland 2 – Poligon auto – Păltinișului – Epsilon – Center Grănicerilor – Grănicerilor – Arieșului – Mihai Eminescu – Piața Izvoare(Str. Mihai Eminescu) – Piața Izvoare | Piața Izvoare – Piața Izvoare(Str. Mihai Eminescu) – Mihai Eminescu – Arieșului – Grănicerilor – Center Grănicerilor – Epsilon – Păltinișului – Poligon auto – Kaufland 2 – Petrom Unirii – Liceul Sportiv – Vlad Țepeș – Materna – Dalia – Petrom – Crenguța – Dedeman – Petrom – Auchan | 38           | 8,2km      | 8,4km   | 16,6km  | 55min   | 5:30 – 8:00 13:00 – 15:00 din 15 min în 15 min 8:00 – 13:00 15:00 – 22:40 din 20 min în 20 min | 5:30 – 14:30 din 20 min în 20 min 14:30 – 22:30 din 30 min în 30 min | 5:00 – 22:30 din 30 min în 30 min | –        | –        | Traseu parțial comun cu liniile 1, 3/11, 4, 5, 7, 8, 9, 18, 40, 50 | Apăsați pentru a afișa imaginea mărită |              |

|                  |                  | km  |  | km                   |                    |                    |
| Tur↓             |                  |     |  |                      |                    |                    |
|                  |                  |     |  |                      | Depou              |                    |
|                  |                  |     |  | \| 0,0 \| \| 11,4 \| |                    |                    |
| Urbis            | Urbis            | 0,1 |  |                      |                    |                    |
|                  |                  |     |  |                      | Râul Săsar         |                    |
| Râul Săsar       |                  |     |  |                      |                    |                    |
| IMMUM            | IMMUM            | 0,4 |  | 10,9                 | IMMUM              | IMMUM              |
| Ford             | Ford             | 0,9 |  | 10,4                 | Ford               | Ford               |
| Phoenix          | Phoenix          | 1,4 |  |                      |                    |                    |
| Stadion Phoenix  | Stadion Phoenix  | 1,9 |  | 9,8                  | Phoenix            | Phoenix            |
| C.D. Nenițescu   | C.D. Nenițescu   | 2,1 |  | 9,3                  | Stadion Phoenix    | Stadion Phoenix    |
| Piața Izvoare    | Piața Izvoare    | 2,8 |  | 9,1                  | C.D. Nenițescu     | C.D. Nenițescu     |
| Piața Revoluției | Piața Revoluției | 3,6 |  | 8,5                  | Turnul Măcelarilor | Turnul Măcelarilor |
| Pietrosul        | Pietrosul        | 4,2 |  | 7,7                  | Piața Revoluției   | Piața Revoluției   |
| Canal 7          | Canal 7          | 4,7 |  | 6,9                  | Pietrosul          | Pietrosul          |
| Materna          | Materna          | 5,2 |  | 6,4                  | Canal 7            | Canal 7            |
| Dalia            | Dalia            | 5,5 |  | 6,1                  | Pizza Plus         | Pizza Plus         |
|                  |                  |     |  | 5,7                  | Gara CFR           | Gara CFR           |
|                  |                  |     |  |                      | ↑Retur             |                    |
|                  |                  |     |  |                      |                    |                    |
| 0,0              |                  |     |  |                      |                    |                    |
| 11,4             |                  |     |  |                      |                    |                    |

| 0,0  |
| 11,4 |

|                  |                  | km  |  | km                   |                    |                    |
| Tur↓             |                  |     |  |                      |                    |                    |
|                  |                  |     |  |                      | Depou              |                    |
|                  |                  |     |  | \| 0,0 \| \| 11,4 \| |                    |                    |
| Urbis            | Urbis            | 0,1 |  |                      |                    |                    |
|                  |                  |     |  |                      | Râul Săsar         |                    |
| Râul Săsar       |                  |     |  |                      |                    |                    |
| IMMUM            | IMMUM            | 0,4 |  | 10,9                 | IMMUM              | IMMUM              |
| Ford             | Ford             | 0,9 |  | 10,4                 | Ford               | Ford               |
| Phoenix          | Phoenix          | 1,4 |  |                      |                    |                    |
| Stadion Phoenix  | Stadion Phoenix  | 1,9 |  | 9,8                  | Phoenix            | Phoenix            |
| C.D. Nenițescu   | C.D. Nenițescu   | 2,1 |  | 9,3                  | Stadion Phoenix    | Stadion Phoenix    |
| Piața Izvoare    | Piața Izvoare    | 2,8 |  | 9,1                  | C.D. Nenițescu     | C.D. Nenițescu     |
| Piața Revoluției | Piața Revoluției | 3,6 |  | 8,5                  | Turnul Măcelarilor | Turnul Măcelarilor |
| Pietrosul        | Pietrosul        | 4,2 |  | 7,7                  | Piața Revoluției   | Piața Revoluției   |
| Canal 7          | Canal 7          | 4,7 |  | 6,9                  | Pietrosul          | Pietrosul          |
| Materna          | Materna          | 5,2 |  | 6,4                  | Canal 7            | Canal 7            |
| Dalia            | Dalia            | 5,5 |  | 6,1                  | Pizza Plus         | Pizza Plus         |
|                  |                  |     |  | 5,7                  | Gara CFR           | Gara CFR           |
|                  |                  |     |  |                      | ↑Retur             |                    |
|                  |                  |     |  |                      |                    |                    |
| 0,0              |                  |     |  |                      |                    |                    |
| 11,4             |                  |     |  |                      |                    |                    |

| 0,0  |
| 11,4 |

| 0,0  |
| 16,6 |

| Piața Izvoare         |
| (Str. Mihai Eminescu) |

| Piața Izvoare         |
| (Str. Mihai Eminescu) |

| 0,0  |
| 16,6 |

| Piața Izvoare         |
| (Str. Mihai Eminescu) |

| Piața Izvoare         |
| (Str. Mihai Eminescu) |

| 0,0  |
| 16,6 |

| Piața Izvoare         |
| (Str. Mihai Eminescu) |

| Piața Izvoare         |
| (Str. Mihai Eminescu) |

| 0,0  |
| 16,6 |

| Piața Izvoare         |
| (Str. Mihai Eminescu) |

| Piața Izvoare         |
| (Str. Mihai Eminescu) |

## Vehicule
S.C. URBIS S.A. deținea în exploatare 18 de troleibuze la sfârșitul anului 2014, împărțite în 3 mărci: Solaris, Saurer și Volvo.

### Modele aflate în exploatare

#### Solaris Trollino 12
În dotarea S.C. URBIS S.A. există 8 troleibuze, Solaris Trollino 12 generația a III-a. Troleibuzele Solaris Trollino 12 generația a III-a au fost cumpărate noi în 2014. Troleibuzele au fost produse în Polonia de către Solaris Bus & Coach.

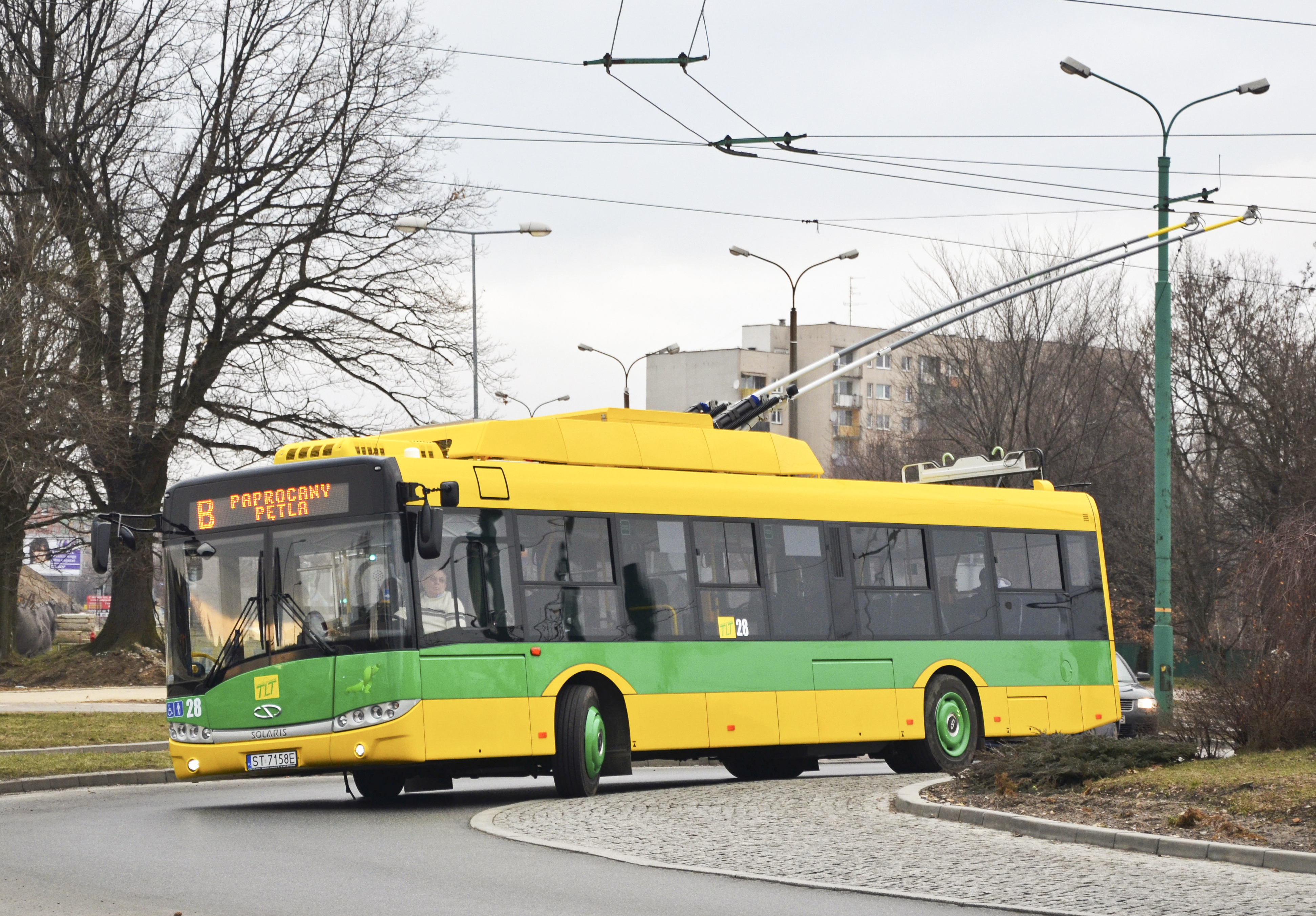
Troleibuz Solaris Trollino 12 generația a III-a ca și cele folosite în Baia Mare.
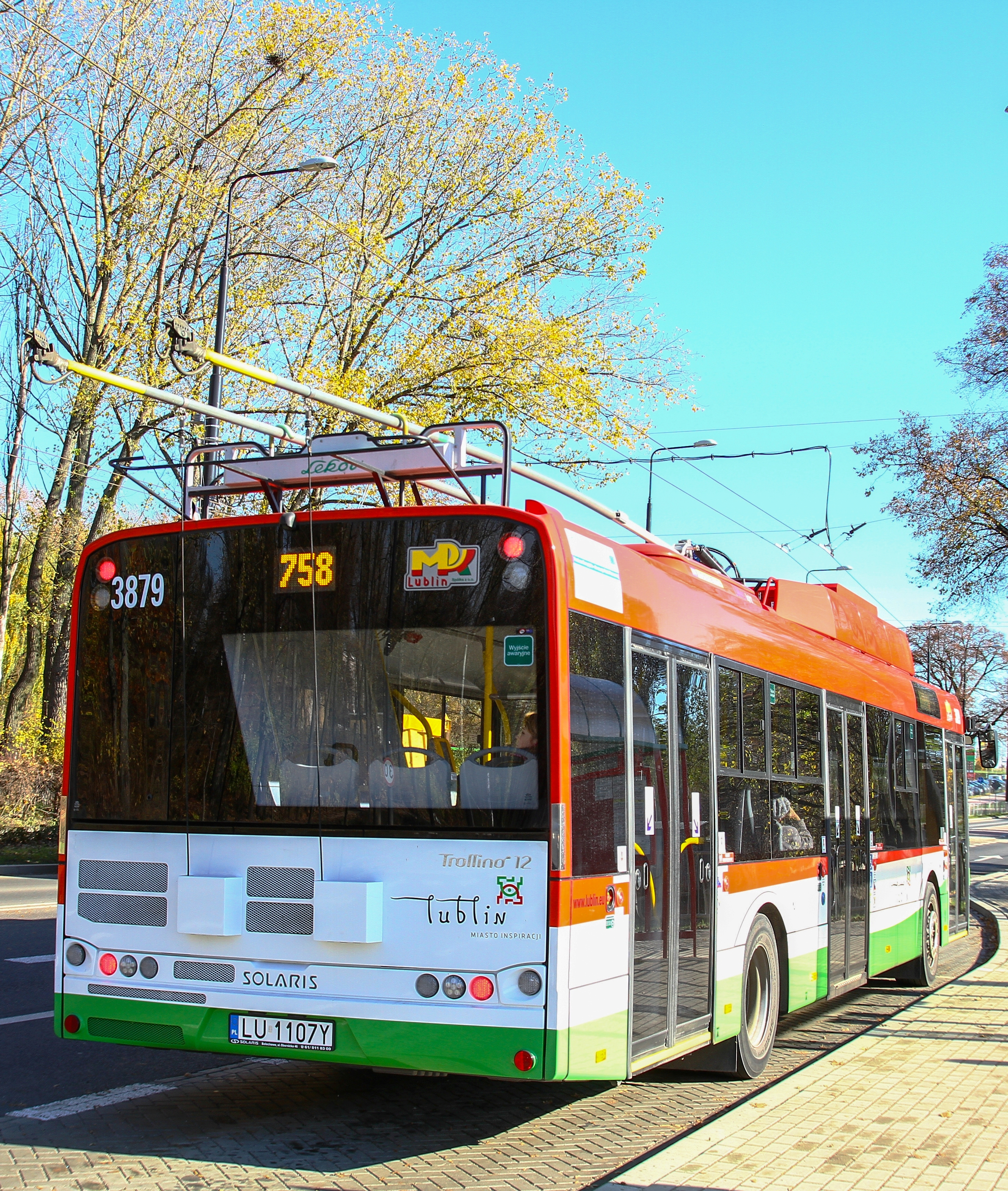
Troleibuz Solaris Trollino 12 generația a III-a ca și cele folosite în Baia Mare.
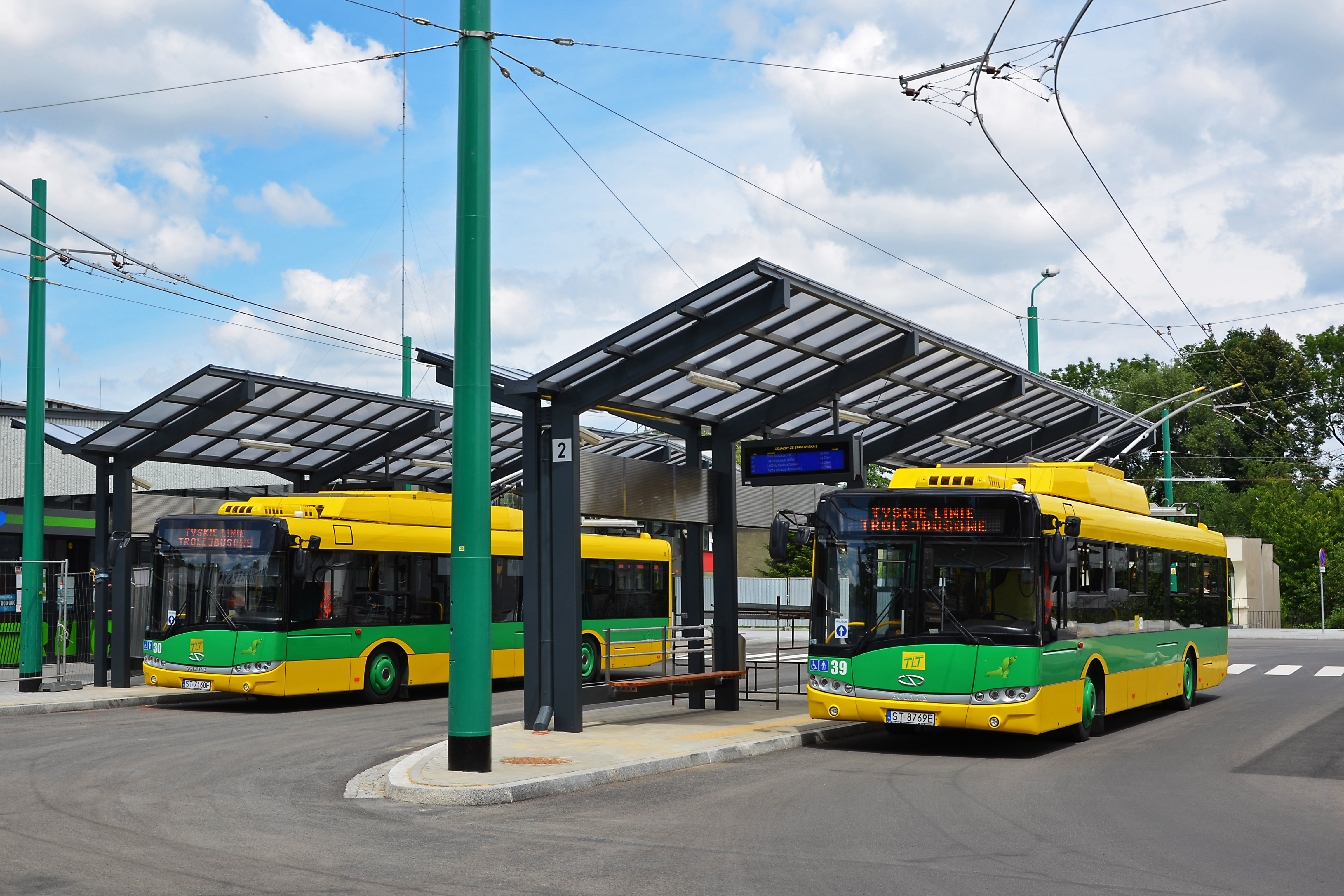
Troleibuze Solaris Trollino 12 generația a III-a ca și cele folosite în Baia Mare.
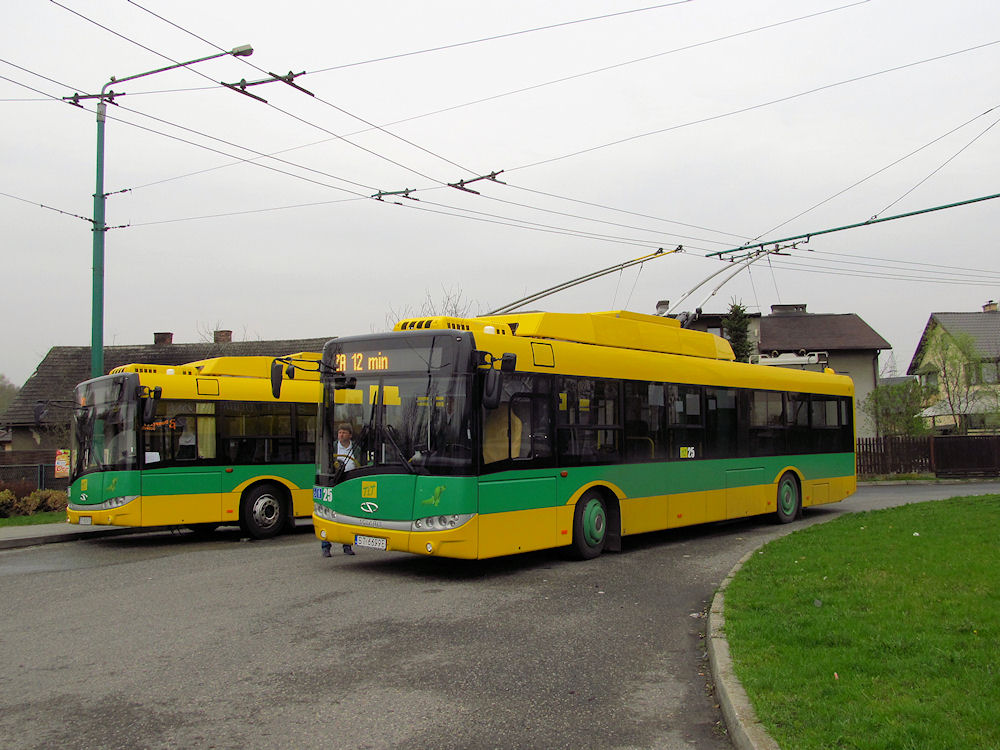
Troleibuze Solaris Trollino 12 generația a III-a ca și cele folosite în Baia Mare.
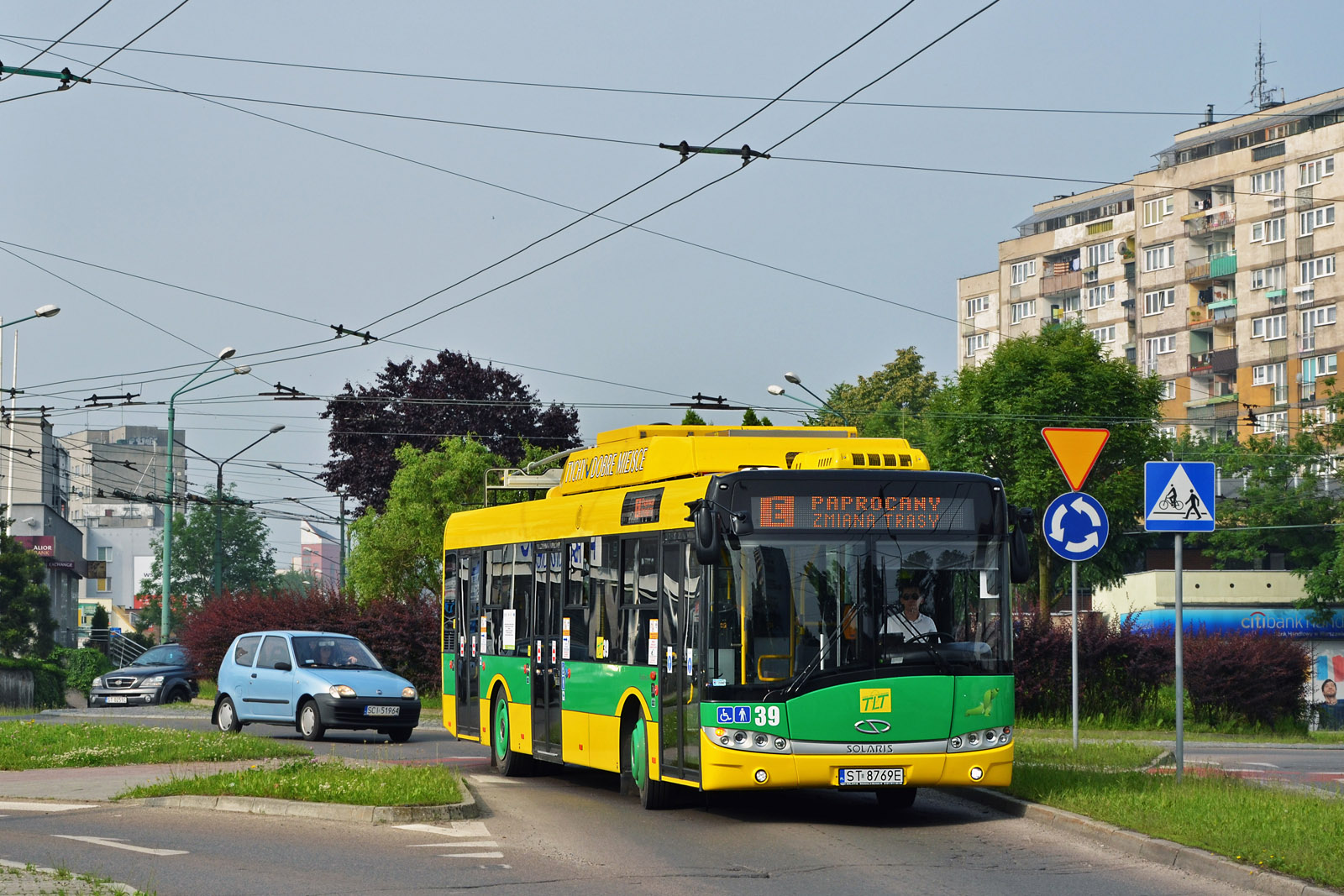
Troleibuz Solaris Trollino 12 generația a III-a ca și cele folosite în Baia Mare.
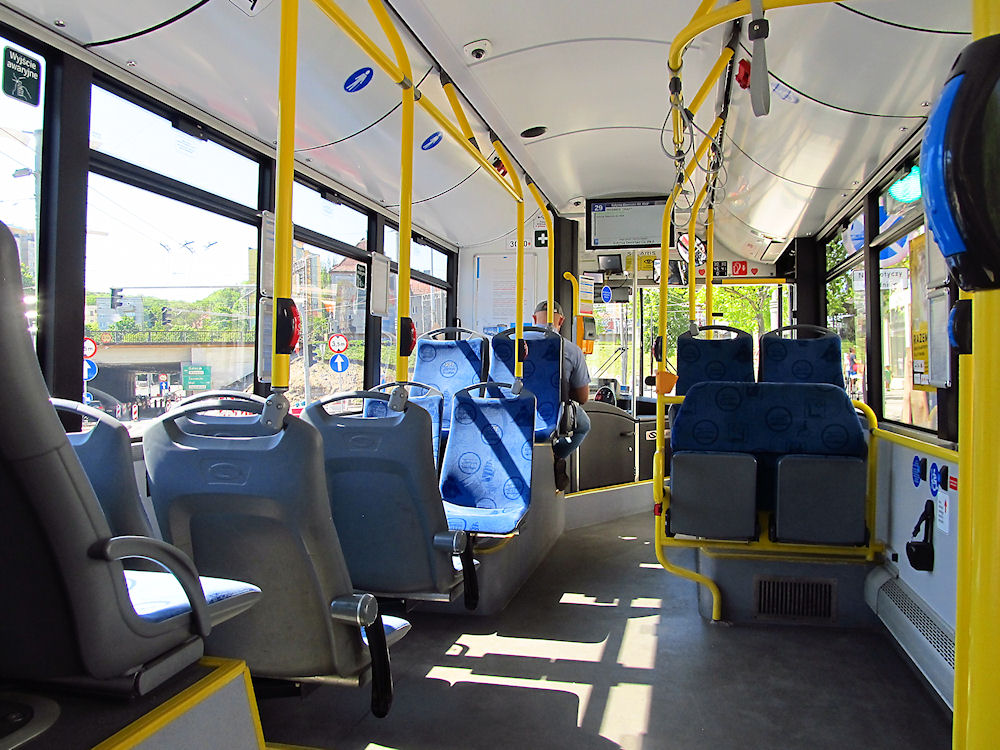
Interior troleibuz Solaris Trollino 12 generația a III-a ca și cele folosite în Baia Mare.

#### Volvo B10MA-55
În dotarea S.C. URBIS S.A. există 5 troleibuze, Volvo B10MA-55. Troleibuzele Volvo B10MA-55, varianta articulată a lui Volvo B10M, au fost cumpărate second-hand în 2009 din Berna, Elveția. Au fost produse de către Volvo cu caroserii Ramseier & Jenzer.

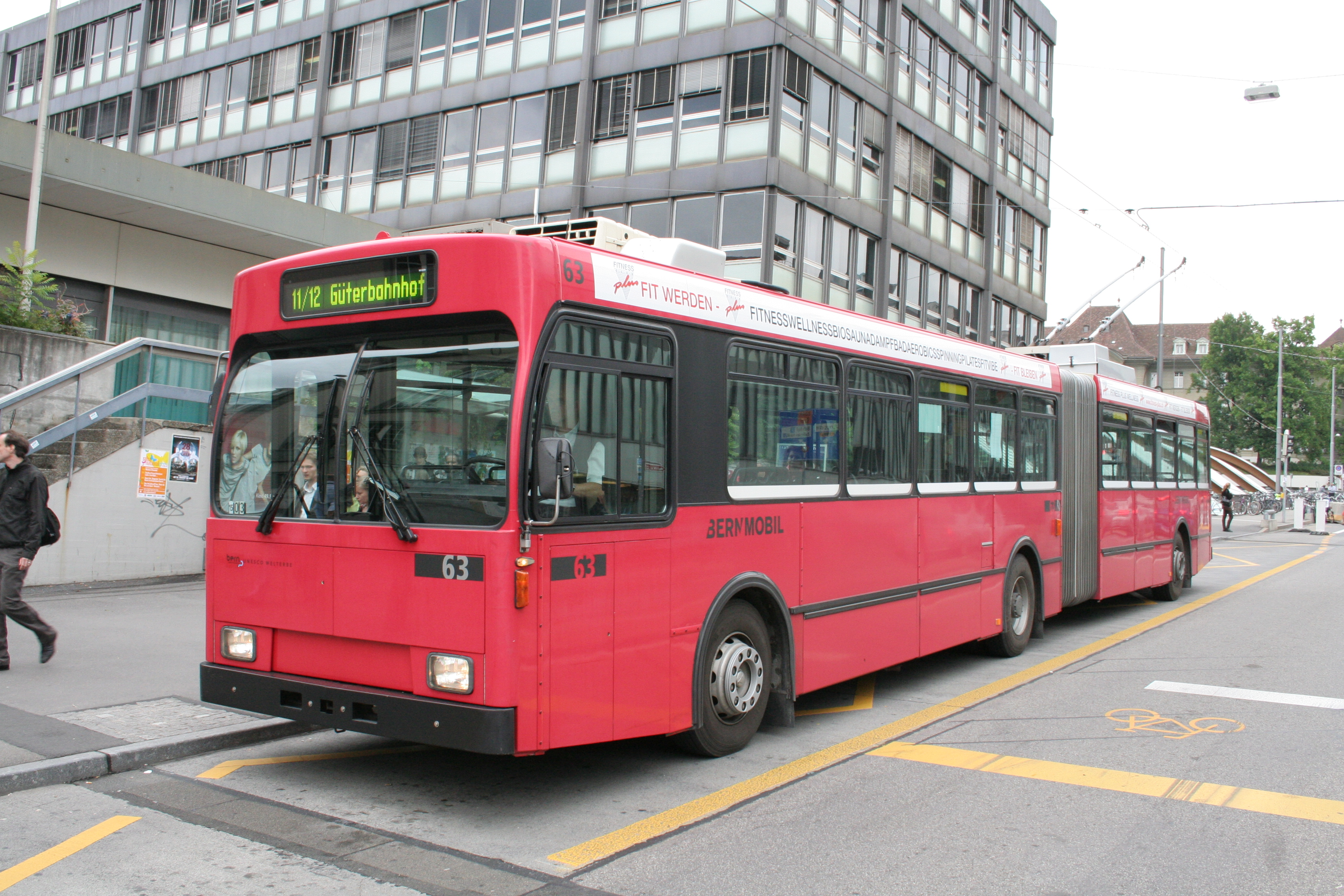
Troleibuz Volvo B10MA-55 ca și cele folosite în Baia Mare.
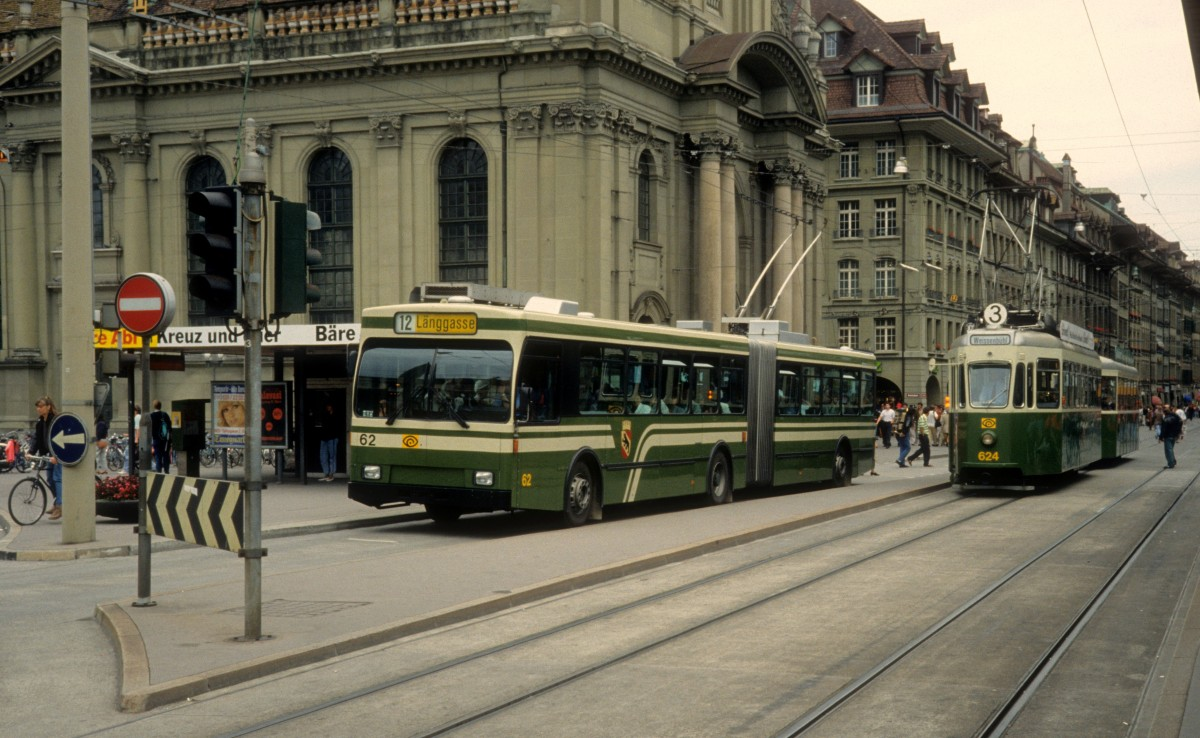
Troleibuz Volvo B10MA-55, în stânga imaginii, ca și cele folosite în Baia Mare.

#### Saurer GT 560/640-25
În dotarea S.C. URBIS S.A. există 5 troleibuze, Saurer GT 560/640-25. Au fost cumpărate 6 exemplare second-hand în 2006 din Winterthur, Elveția. La sfârșitul anului 2014 mai erau active cinci troleibuze. Troleibuzele Saurer GT 560/640-25 au fost produse în Elveția de către Saurer(Adolph Saurer AG) cu caroserii Frech-Hoch.

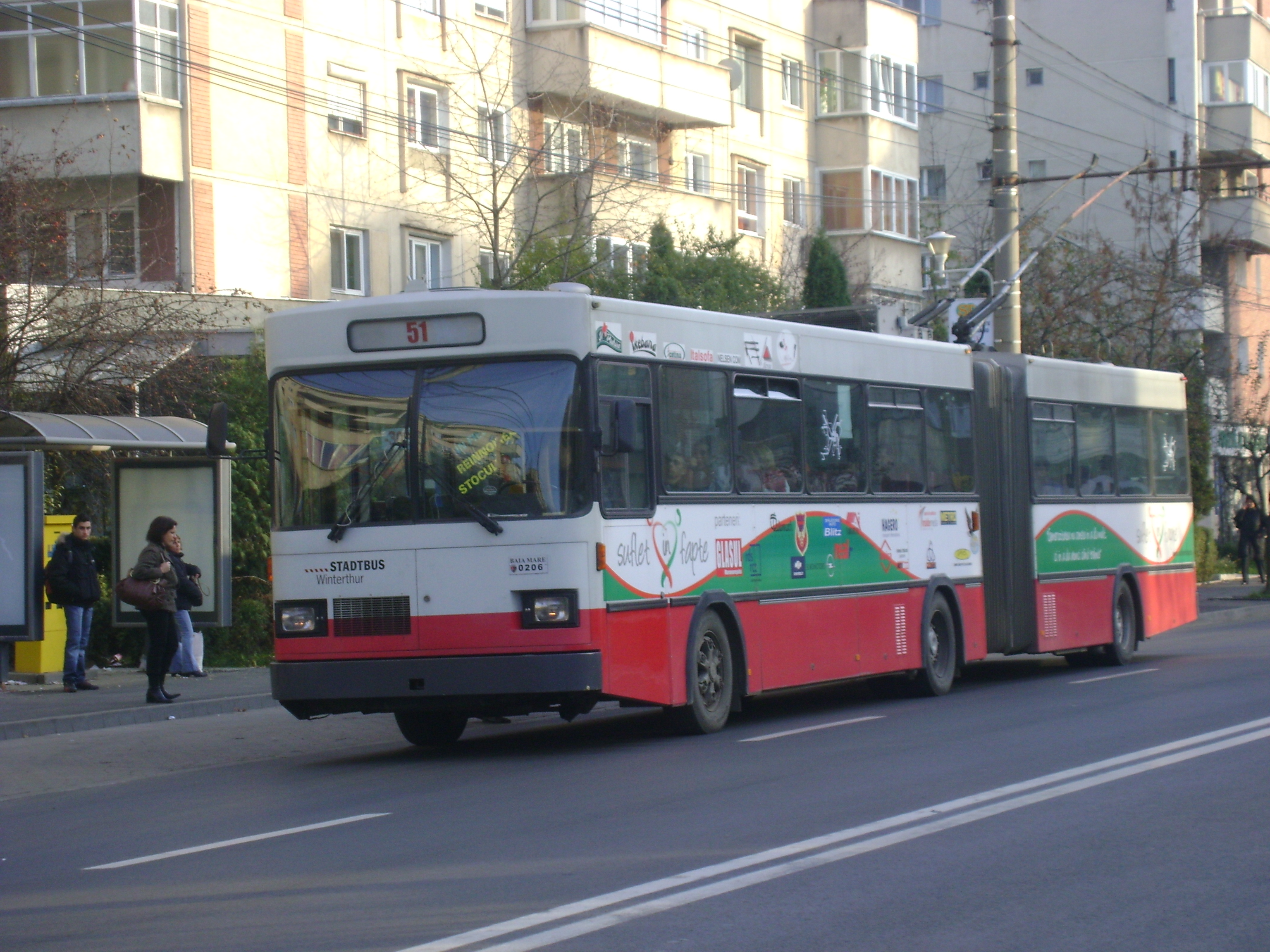
Troleibuz Saurer GT 560/640-25 în Baia Mare.
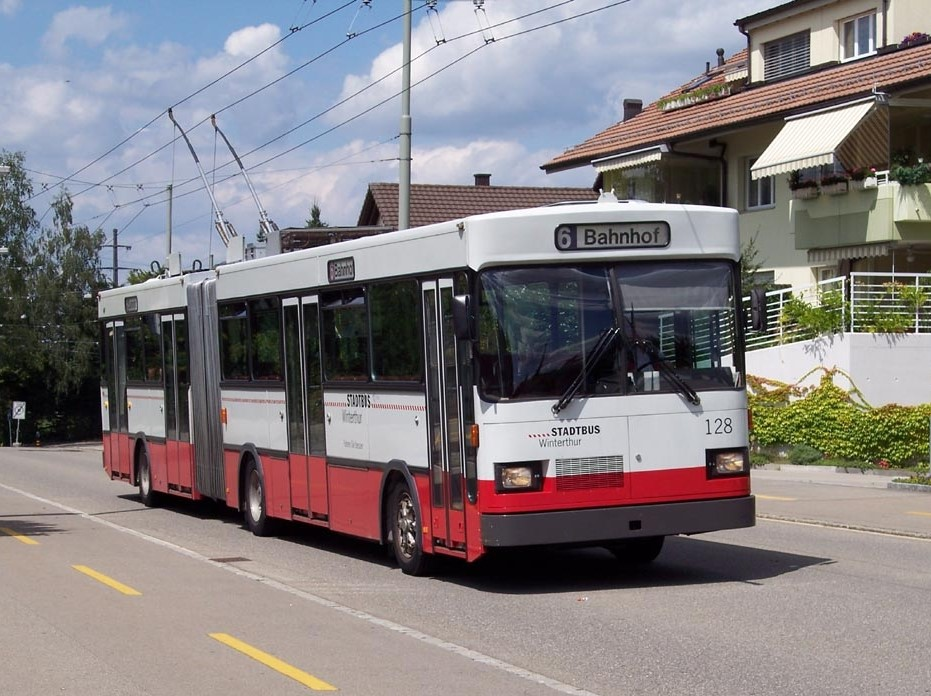
Troleibuz Saurer GT 560/640-25 ca și cele folosite în Baia Mare.

### Modele scoase din exploatare

#### Rocar 212E
Troleibuzele Rocar 212E au fost produse de Rocar București. Rocar 212E avea o lungime de 12 metri și o capacitate de 92 de călători. Șase exemplare au fost folosite între anii 1996 și 2008.

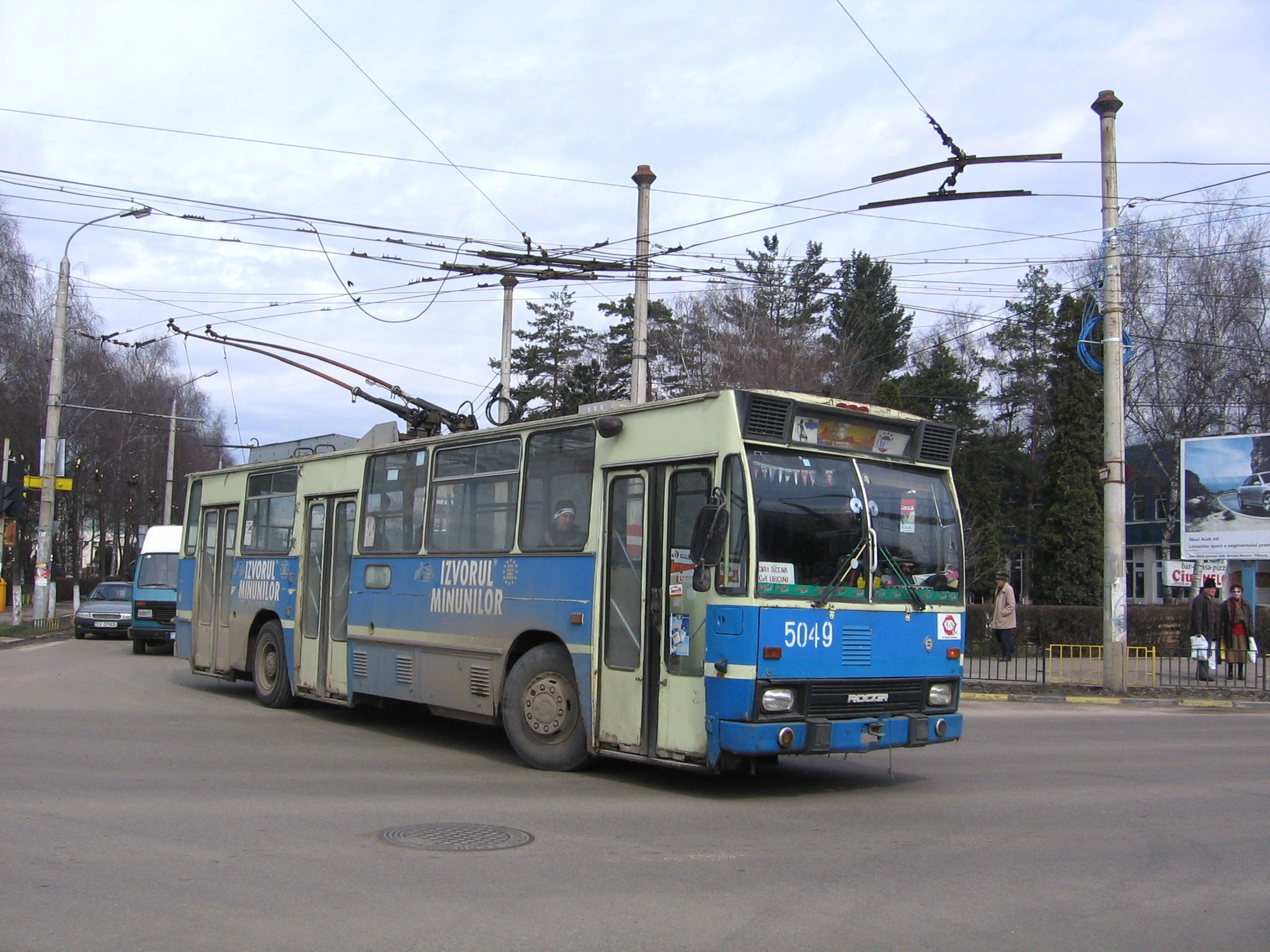
Troleibuz Rocar 212E ca și cele folosite în Baia Mare.
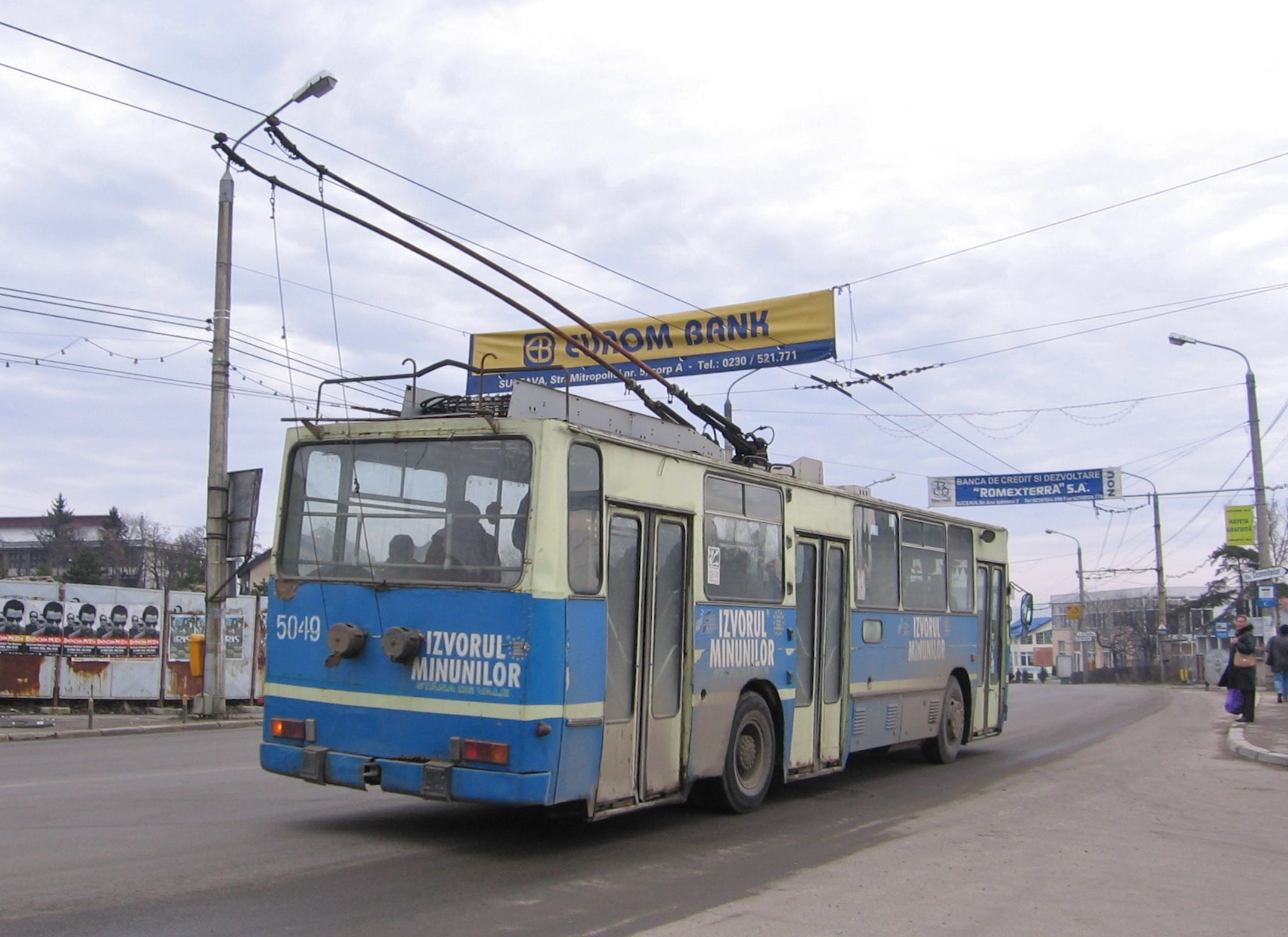
Troleibuz Rocar 212E ca și cele folosite în Baia Mare.
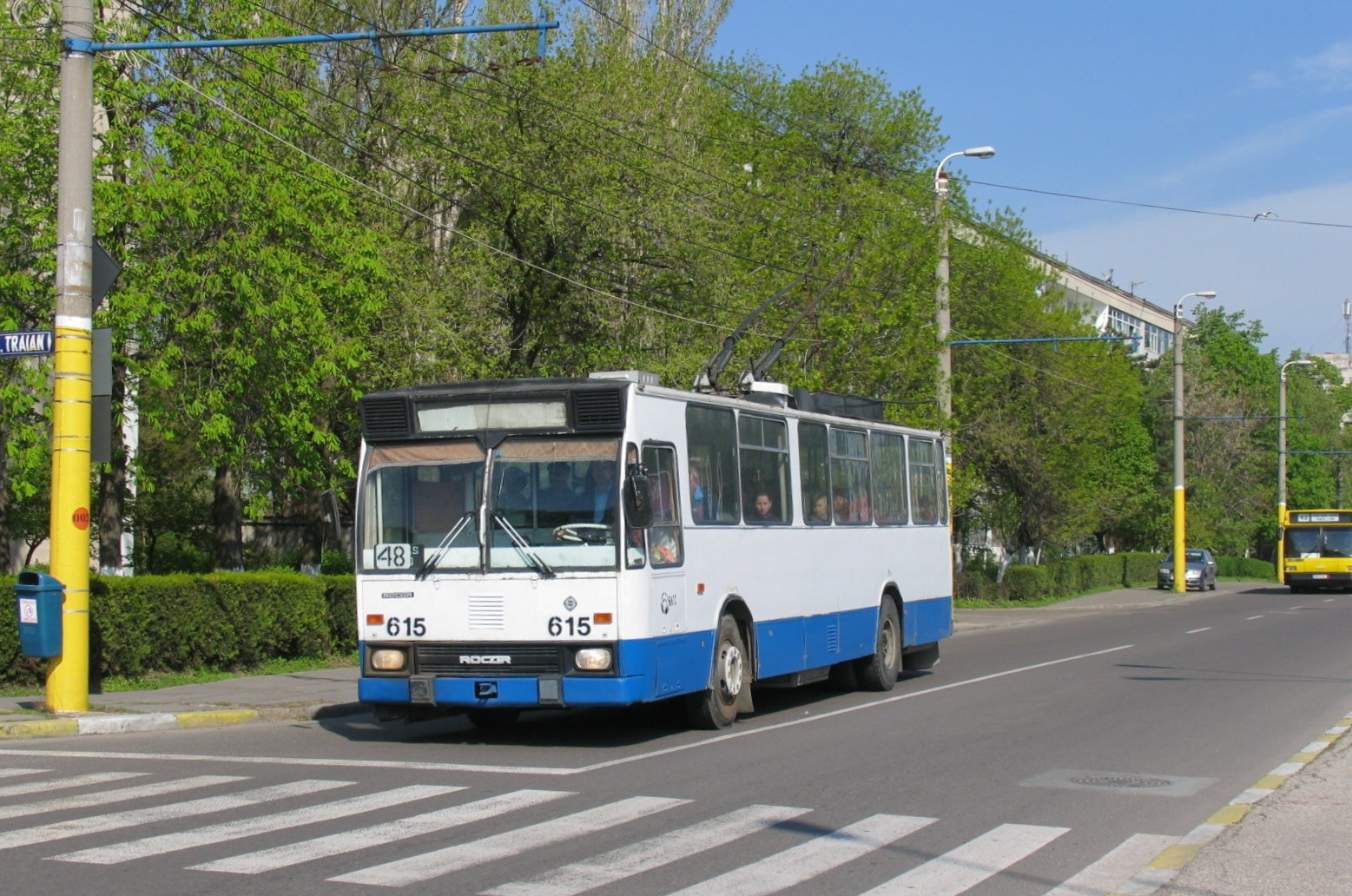
Troleibuz Rocar 212E ca și cele folosite în Baia Mare.
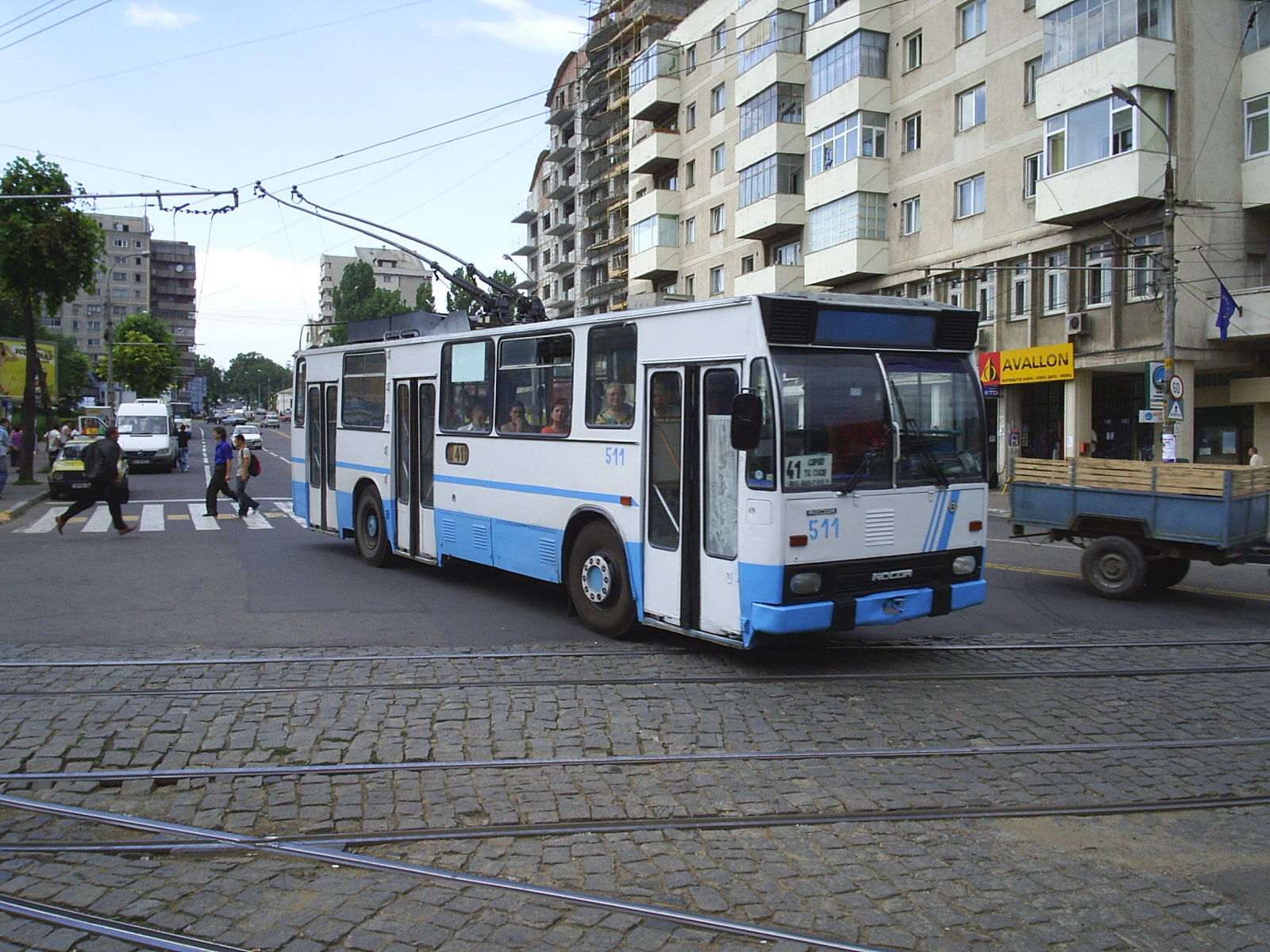
Troleibuz Rocar 212E ca și cele folosite în Baia Mare.

#### Rocar 217E
Troleibuzele Rocar 217E au fost produse de Rocar București. Rocar 217E era varianta articulată a lui Rocar 212E, avea o lungime de 17 metri și o capacitate de 156 de călători. Patru exemplare au fost folosite între anii 1996 și 2008.

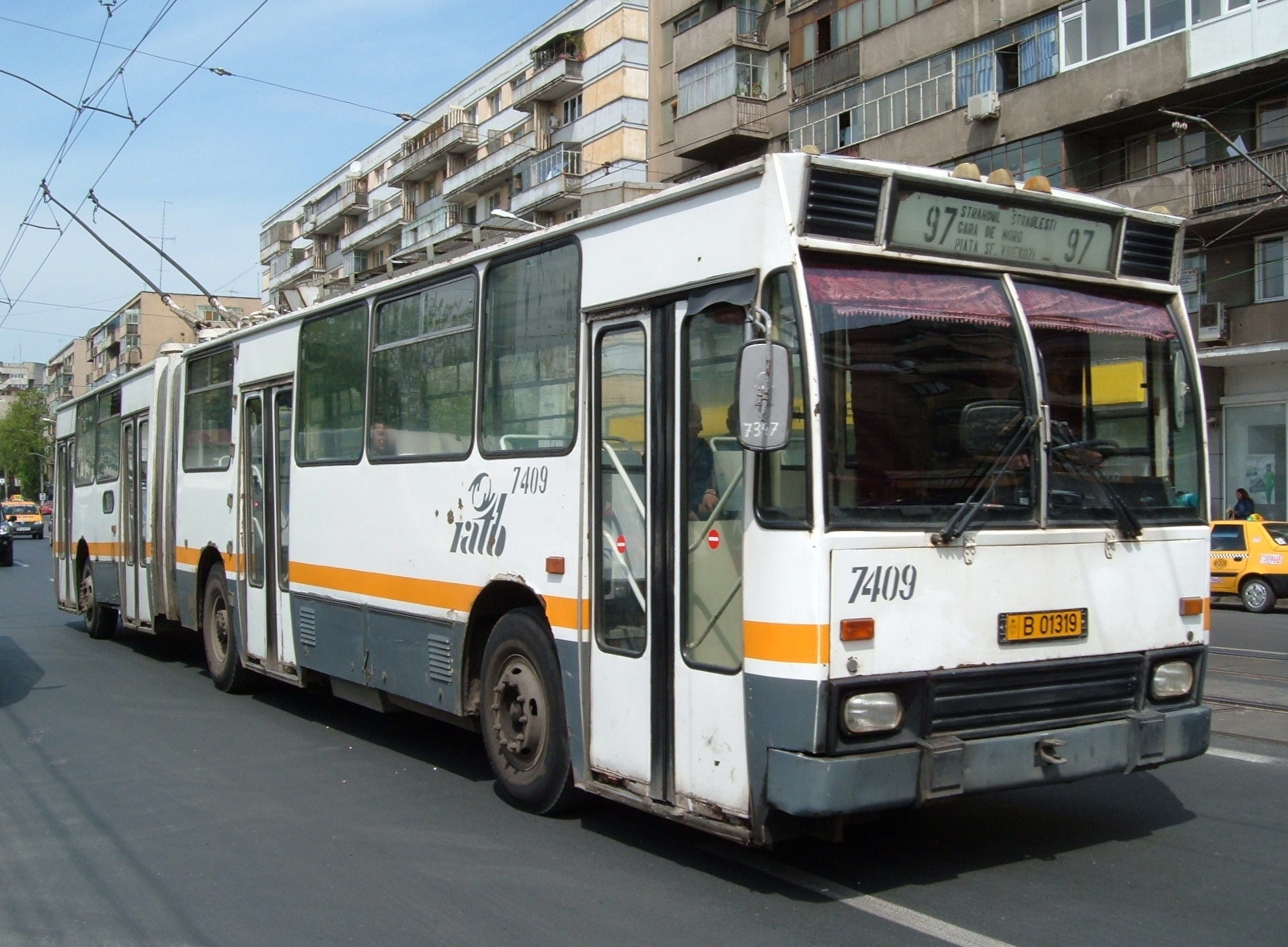
Troleibuz Rocar 217E ca și cele folosite în Baia Mare.
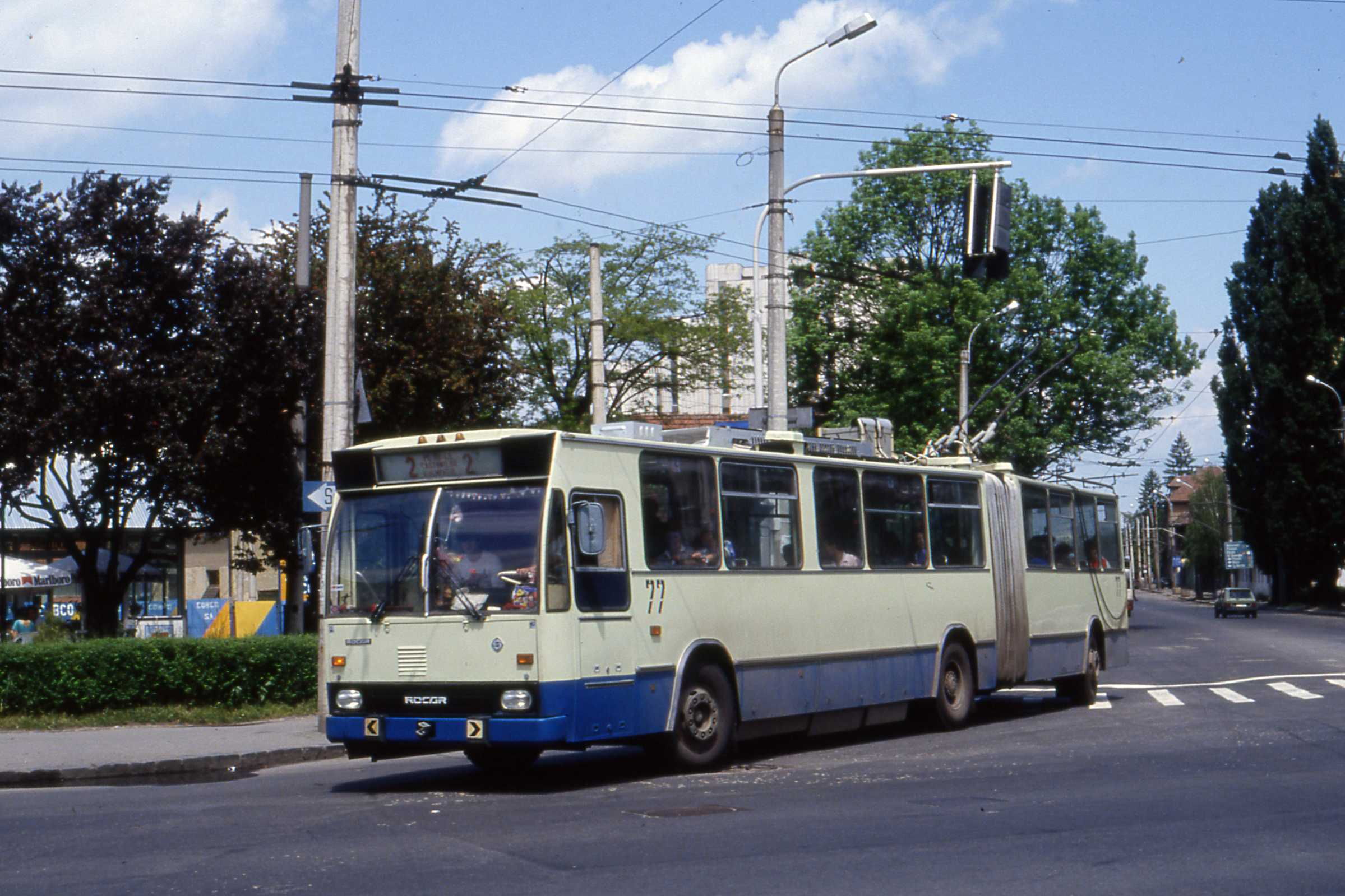
Troleibuz Rocar 217E ca și cele folosite în Baia Mare.